# هایلیگن‌هاوس
شهر هایلیگن‌هاوسدر ایالت نوردراین-وستفالن در کشور آلمان واقع شده‌است.